# Linjeflyg

Linjeflyg se formó en 1957 como una aerolínea nacional sueca por las aerolíneas suecas Scandinavian Airlines System y Airtaco, así como por los editores de periódicos Dagens Nyheter AB y Stockholms-Tidningen AB.

## Historia
Airtaco (fundada en agosto de 1950 como Aero Scandia) puede ser considerada como la predecesora de Linjeflyg y se fusionó con la nueva aerolínea, incluyendo toda su flota. Cuando Linjeflyg fue fundada, los cuatro Lockheed Model 18 Lodestar de Airtaco y cuatro Douglas DC-3 se integraron en la nueva flota. 
En octubre de 1983 Linjeflyg se trasladó del aeropuerto de Estocolmo-Bromma en la parte central de Estocolmo al aeropuerto de Estocolmo-Arlanda en el norte de Estocolmo. Bromma había sido el principal centro de Linjeflyg desde 1957. El 10 de septiembre de 1990 Scandinavian Airlines System (SAS) vendió su 50% en Linjeflyg a Bilspedition por 475 millones de coronas suecas (SEK). Aproximadamente seis meses más tarde, SAS lo compró de nuevo.
En febrero de 1992 Linjeflyg se convirtió en una amenaza demasiado grande para SAS, porque planeaba una alianza estratégica con Braathens y Maersk Air. Tal alianza habría sido demasiado competitiva para SAS en las rutas de capital intraescandinavas y en los vuelos nacionales. En consecuencia, SAS compró el 50 % de Linjeflyg que aún no poseía para mantener su dominio del mercado. El 1 de enero de 1993 Linjeflyg se fusionó con SAS. Linjeflyg fue la aerolínea nacional más grande de Suecia. Atendió a más de 20 aeropuertos nacionales y transportaba a más de 5 millones de personas al año. Linjeflyg tenía 2200 empleados en 1992, y en ese momento era el operador Fokker F28 más grande del mundo.